# Chełmek
Chełmek este un oraș în județul Oświęcim, Voievodatul Polonia Mică, cu o populație de 90.740 locuitori (2008) în sudul Poloniei.
Anterior era cunoscut pentru fabrica de pantofi Chełmek, care până în 1947 a fost parte a Fabricii de Pantofi Bata. În timpul celui de-al Doilea Război Mondial, o parte a lagărului de concentrare de la Auschwitz a fost creat aici în 1941 de către Otto P. Klein în sectorul de nord a orașului, pentru a prelua surplusul de la Auschwitz.
Chełmek se află în zona umedă de-a lungul râului Przemsza, la poalele dealului Skala (293 de metri deasupra nivelului mării). Orașul este înconjurat de păduri, și a fost menționat pentru prima dată în 1414. În 1490, a aparținut unei parohii din Jaworzno, și până la prima împărțire a Poloniei (1772, a se vedea partiția Poloniei), a fost un mic sat, care a aparținut voievodatului Cracoviei, unul dintre cele trei voievodate din Polonia Mică. În 1772 Chełmek a fost anexat  Imperiului Habsburgic, ca parte a Galiției. Satul a fost situat chiar la granița dintre Silezia prusacă și Galiția austriacă și în 1815, a devenit parte din Districtul Chrzanów a orașului liber  Cracovia. În noiembrie 1846, Orașul liber a fost anexat de Austria, și în 1856 a fost construită, linia de cale ferată de la Cracovia la Viena, prin Chełmek. În a Doua Republică Polonă, Chełmek aparținut Voievodatului Cracovia, și datorită apropierii de graniță Silezia, locuitorii săi au ajutat rebelii din Silezia (vezi Insurecțiile din Silezia).
Până în 1931 Chełmek a rămas un sat sărac, al cărui locuitori au emigrat, căutând de lucru în minele de cărbuni din regiune.
În 1931, cu toate acestea, legendarul om de afaceri ceh Tomas Bata a decis să achiziționeze terenuri în Chełmek, și a construit aici o fabrică de încălțăminte, împreună cu o locuințe pentru lucrători. În cinci ani, populația comunei s-a dublat,  s-au construit o nouă biserică, grădiniță, școli și casa de cultură.
În timpul celui de-al Doilea Război Mondial, Chełmek a fost anexat celui de-al Treilea Reich. Germanii au plecat din sat la 25 ianuarie 1945, și, în curând după război, școala și podul de fier din 1920 peste Przemsza au fost reconstruite. În 1947, fabrica de pantofi Bata a fost naționalizată, iar în 1969 Chełmek a primit drepturi de oraș.

## Orașe înfrățite cu Chełmek
- Germania - Leinefelde-Worbis